# محمود قاسم
محمود قاسم (انگلیسی: Mahmoud Qassem؛ زادهٔ ۸ سپتامبر ۱۹۸۷) ورزشکار فوتبال اهل امارات متحده عربی است.
از باشگاه‌هایی که در آن بازی کرده‌است می‌توان به باشگاه فوتبال شباب الاهلی امارات و باشگاه فوتبال الشباب امارات اشاره کرد.